# Charlie Nguyen Kim
 (octobre 2024).
 (octobre 2024).
 (octobre 2024).
La mise en forme du texte ne suit pas les recommandations de Wikipédia : il faut le « wikifier ».
Les points d'amélioration suivants sont les cas les plus fréquents. Le détail des points à revoir est peut-être précisé sur la page de discussion.
- Les titres sont pré-formatés par le logiciel. Ils ne sont ni en capitales, ni en gras.
- Le texte ne doit pas être écrit en capitales (les noms de famille non plus), ni en gras, ni en italique, ni en « petit »…
- Le gras n'est utilisé que pour surligner le titre de l'article dans l'introduction, une seule fois.
- L'italique est rarement utilisé : mots en langue étrangère, titres d'œuvres, noms de bateaux, etc.
- Les citations ne sont pas en italique mais en corps de texte normal. Elles sont entourées par des guillemets français : « et ».
- Les listes à puces sont à éviter, des paragraphes rédigés étant largement préférés. Les tableaux sont à réserver à la présentation de données structurées (résultats, etc.).
- Les appels de note de bas de page (petits chiffres en exposant, introduits par l'outil «  Source ») sont à placer entre la fin de phrase et le point final[comme ça].
- Les liens internes (vers d'autres articles de Wikipédia) sont à choisir avec parcimonie. Créez des liens vers des articles approfondissant le sujet. Les termes génériques sans rapport avec le sujet sont à éviter, ainsi que les répétitions de liens vers un même terme.
- Les liens externes sont à placer uniquement dans une section « Liens externes », à la fin de l'article. Ces liens sont à choisir avec parcimonie suivant les règles définies. Si un lien sert de source à l'article, son insertion dans le texte est à faire par les notes de bas de page.
- La présentation des références doit suivre les conventions bibliographiques. Il est recommandé d'utiliser les modèles {{Ouvrage}}, {{Chapitre}}, {{Article}}, {{Lien web}} et/ou {{Bibliographie}}. Le mode d'édition visuel peut mettre en forme automatiquement les références.
- Insérer une infobox (cadre d'informations à droite) n'est pas obligatoire pour parachever la mise en page.

Pour une aide détaillée, merci de consulter Aide:Wikification.
Si vous pensez que ces points ont été résolus, vous pouvez retirer ce bandeau et améliorer la mise en forme d'un autre article.
Charlie Nguyen Kim, également dit Kim N'Guyen, est un compositeur de musique de film, guitariste, batteur, DJ et chanteur français, né le 8 novembre 1980 à Clermont-Ferrand.
Il écrit des orchestrations symphoniques et compose dans le registre des musiques classiques et actuelles (hip-hop, electro, rock, pop et folk).

## Biographie
Charlie Nguyen Kim fait sa première scène à l'âge de 7 ans (à la batterie). À 8 ans, il entre au conservatoire de musique pour apprendre la guitare et le solfège., à 10 ans, batteur des Pictures (Rock alternatif), a 12 ans, guitariste chanteur et compositeur de Butterfly (Punk rock) et à 16 ans, chanteur dans Hanoï par Hanoï (trip hop electro), en passant par d'autres projets (Roll mops, Sunshine, Shaolin, The Kim...), il est actuellement compositeur, Dj du groupe Kimotion, accompagné de son frère Andy Nguyen Kim.
En 2006, il est formé par Philippe Kadosh pour la musique à l'image, et compose ses premières musiques de publicités et documentaires. En 2008, il compose pour la série des Globe-cooker et réalise aussi la musique pour l'émission Des racines et des ailes et de nombreux documentaires diffusés sur France 2, France 3, Canal+, France 5, etc. En 2009, il compose pour Louis Vuitton et réalise ses premières musiques de film pour Luc Besson (Banlieue 13 Ultimatum, Taxi 5 et Commis d'office).
Il signe en 2010 chez Warner Chappell pour le groupe The Kim et en 2011, le court métrage publicitaire A Whirlwind of change de Bruno Delhomme et Guilhem Arnal reçoit le Bronze Award Eurobest au Festival européen de la publicité à Lisbonne. La bande musicale est un arrangement du Vol du bourdon par Charlie Nguyen Kim.
Côté publicité, il a collaboré avec des marques prestigieuses comme Lancôme, La vie est belle avec Julia Roberts, réalisé par Bruno Aveillan, Porsche avec Patrick Dempsey, Louis Vuitton, Rolls-Royce, et a remporté 2 prix au Festival de Cannes Lions.

## Filmographie

### Fictions
- 2009 : Intersections de David Marconi (Musiques additionnelles)
- 2010 : Coursier de Hervé Renoh, produit par Luc Besson
- 2009 : Banlieue 13 Ultimatum de Patrick Alessandrin, écrit par Luc Besson (Musiques additionnelles)
- 2009 : Commis d'office d'Hannelore Cayre[3]
- 2013 : Un prince (presque) charmant de Philippe Lellouche (Musiques additionnelles et bande annonce)
- 2015 :  Petits secrets entre famille (série) - Generic (TF1)
- 2015 : Un village presque parfait de Stéphane Meunier
- 2016:  You Got Trumped (série) - Score&Generic (VICE)
- 2018 : Les Innocents (série) de  Frédéric Berthe
- 2018 : Taxi 5 de Franck Gastambide (Musiques additionnelles)
- 2018 : Neuilly sa mère, sa mère ! de Gabriel Julien-Laferrière
- 2022 : Rue des Dames de Hamé Bourokba et Ekoué Labitey - musique originale et supervision musicale
- 2024 : Plus belle la vie, encore plus belle
- 2024 : Quatre Zéros de  Fabien Onteniente - musique additionnelle

### Courts-métrages
- 2016 : For Blood de Lorenzo De Guia (nommé au festival Hollyshorts à Hollywood)
- 2011 : Une vie de chien de Cyril Ethan avec François Berléand
- 2010 : Le Souffle extraordinaire de Bruno Delhomme et Guilhem Arnal, (interprétation et arrangement du Vol du bourdon de Nikolaï Rimski-Korsakov)

### Documentaires
- - 2018: France 98, Secrets d'une victoire (TF1)
  - 2018: L'Hôpital à fleur de peau (France TV)
  - 2018: Mission Fleuve (France TV)
  - 2017: XXe siecle (série) (France 2)
  - 2017: Les Trognes de Timothee Janssen (Arte)
  - 2017: Défense Interdite, M. Merah (BFM TV)
  - 2017: Opera Garnier TV
  - 2017: Mais pourquoi nous aime t-on ? (série)
  - 2017: Sept à huit, Maëlys a disparu (TF1)
  - 2017: Sept à huit, Mort de Diana (TF1)
  - 2017: Sept à huit, Mort de Diana (TF1)
  - 2017: Sept à huit, Salabai (TF1)
  - 2017: Une fleur en mer rouge (grand reportage) (TF1)
  - 2017: Welcome chez nous (documentaire) (LCP)
  - 2017: Sept à huit, Miss Univers (TF1)
  - 2017: Sept à huit, Brésil Pixo (TF1)
  - 2017: Le Dernier Paradis des Kalinagos  (France TV)
  - 2017: 48 H (série documentaire) (France TV)
  - 2017: Teleshopping (TF1)
  - 2017: Des juges et des enfants (documentaire) (France 5)
  - 2017: Dépenses fantômes (série documentaire) (France 5)
  - 2016: Cold Case (série) - film-annonce
  - 2016: Terres de cinema (série) (Score&Generic)
  - 2016: Amelie Poulain (documentaire) (France 5)
  - 2016: 'Tigre et Dragon (documentaire) (France 5)
  - 2016: Sept à huit, Fils du lac (TF1)
  - 2016: Rentrée au village (TF1)
  - 2016: Bruno Lemaire l'étoffe du Héros (documentaire) (France 3)
  - 2016: Violence aux femmes (documentaire) (France 5)
  - 2016: Quelque chose de grand (documentaire)
  - 2016: Un procureur sur la ville (série documentaire) (France TV)
- 2016 : Itinéraire d'un homme battu de Cyril Denvers (France 2)
  - Musique du générique et des épisodes de la série Un procureur sur la ville (Planète+ Crime Investigation)
- 2013 : Musique du Bachelor (produit par TF1)
  - Musique du générique et des épisodes de la série Petits secrets entre voisins (TF1)
  - Mamies Boomeuses de Cyril Denvers (France 2)
  - Perpétuité pour les enfants d'amérique de Cyril Denvers (Arte)
  - Les jumeaux de Madagascar de Philippe Rostan (France Télévisions)
  - Des racines et des ailes, Poitou Charente de Philippe Poiret (France 3)
  - Présumé Innocent (D8)
- 2012 : M. et Mme Zhang de Fanny Tondre (Arte)
  - Série Internat de l'espoir de Cyril Denvers (France 3)
  - Les Nouveaux Explorateurs : Le Globe-cooker, Philippines (Canal+)
  - Guerre d'Algérie, la déchirure 2 de Gabriel Le Bomin avec Kad Merad (France 2)
  - Guerre d'Algérie, la déchirure 1 de Gabriel Le Bomin avec Kad Merad (France 2)
- 2011 : Des racines et des ailes : Les couleurs du Périgord (France 3)
  - Le Marché de l'amour de Philippe Rostan (France Télévisions)
  - Le Lotus dans tous ses états de Philippe Rostan (France Télévisions)
  - Impossible n'est pas Français, 39 épisodes sur (TF1)
- 2010 : Des racines et des ailes : Ardèche-Bourgogne (France 3) 
  - Des racines et des ailes : Cotentin-Perigord (France 3)
  - Les Nouveaux Explorateurs : Le Globe-cooker, Pérou (Canal +)
  - Émission Blogueur de Philippe Appietto (Arte)
  - Les Trois guerres de Madeleine Riffaud de Philippe Rostan (France Télévisions)
- 2009 : Des racines et des ailes : Gardiens des trésors d'extrême-orient (France 3)
  - Les Nouveaux Explorateurs : Le Globe-cooker, Bali (Canal+)
  - Les Nouveaux Explorateurs : Le Globe-cooker, Sénégal (Canal+)
  - Permis de juger de Sarah Lebas (France 3)
  - Inconnu, présumé français de Philippe Rostan (France Télévisions)
- 2008 : Les Nouveaux Explorateurs : Le Globe-cooker, Grèce (Canal+)
  - The Joker (Canal Jimmy)
  - Les Nouveaux Explorateurs : Le Globe-cooker, Vietnam (Canal +)
  - Freestyle foot (Europacorp)
  - Les Nouveaux Explorateurs : Le Globe-cooker, Japon(Canal +)
- 2007 Le Petit Vietnam de Philippe Rostan (France télévision/France 5)

### Publicités
- 2018 : Lancôme La vie est belle
- 2017 : Renault Clio'
- 2014 : Nissan Juke edition
- 2012 : Identité musicale du Stade de Lille / LOSC
- 2012 : American's Cup Tambour (États-Unis) pour Louis Vuitton
- 2012 : Musique de Coup de cœur by ESSIE Essie[4]
- 2012 : Conseil Maquillage pour la marque Gemey Maybelline[5]
- 2012 : American's Cup Tambour pour Louis Vuitton
- 2012 : Film Horlogerie pour Louis Vuitton
- 2011 : Nana
- 2011 : Change Identity 2012 pour Evian
- 2011 : Jingle cinéma Spazio Etoile de Rome pour Louis Vuitton
- 2011 : Dans mon rêve, application IPAD (E-toiles)
- 2011 : Discovering Total pour Total[6]
- 2011 : Hotel Labels Postcards Box pour Louis Vuitton[7]
- 2011 : Louis Vuitton Architecture and Interiors pour Louis Vuitton[8]
- 2011 : Sophisticated Nomad 2 pour Louis Vuitton
- 2011 : Dior gamers pour Dior
- 2011 : MMB Design
- 2011 : Perfection pour Louis Vuitton
- 2011 : Regard sur la maroquinerie pour Louis Vuitton
- 2011 : Exposition Pekin « 100 malles » pour Louis Vuitton
- 2011 : Spot pour EDF
- 2011 : Marc Jacobs Collection été 2011 pour Louis Vuitton
- 2011 : Sophisticated Nomad pour Louis Vuitton
- 2010 : Publicité Secret d'histoire
- 2010 : Scott Cambell pour Louis Vuitton
- 2010 : Haute Joaillerie pour Piaget
- 2010 : Nouvelles parures de la Haute Joaillerie pour Louis Vuitton
- 2010 : Lancement du parfum Ermenegildo Zegna pour L'Oréal
- 2010 : 100 Legendary Trunks Video pour Louis Vuitton[9]
- 2010 : Site Web weareproducteurs.com pour Orange-Europacorp
- 2010 : Bande annonce du nouvel album de Grand Corps Malade
- 2010 : 150 Years Branding 2010 pour TAG Heuer
- 2010 : Textile 2010 pour Louis Vuitton
- 2010 : Fine Furniture pour Jonathan Charles
- 2010 : Dessin animé pour Louis Vuitton
- 2010 : Voyage dans le monde pour Louis Vuitton
- 2010 : Paris Paris pour Louis Vuitton
- 2010 : MM UK pour Louis Vuitton
- 2009 : Site Web Monaco V4 pour TAG Heuer
- 2009 : Lancement de la Haute Joaillerie pour Louis Vuitton
- 2009 : Nouvelle collection Lunettes et collection Souliers pour Louis Vuitton
- 2009 : Site Web Allemagne & Italie pour Louis Vuitton
- 2009 : Site Web Dossier de Press pour Louis Vuitton
- 2009 : Trailer Banlieue 13 Ultimatum
- 2007 : Moscopolis (exposition) pour Louis Vuitton
- 2007 : Teaser MMA

## Participation, discographie
- 2013
  - Au théâtre (single) de l'album Funambule de Grand Corps Malade, Universal[10],[11]
  - Les lignes de la main de l'album Funambule de Grand Corps Malade, Universal[10],[11]
- 2012 : Avancer (single) de l'album Ère Afrique de Passi
- 2010
  - J'attends de l'album 3e Temps de Grand Corps Malade, Universal[10],[11]
  - Village Attack, album Faces of Africa, Universal[12]
  - Adrenaline, Warner
  - Acoustic atmosphère, Warner
  - Science, Warner
  - Green movement, Warner
  - Cinematic, Warner